# ツマンスキー M-88
ツマンスキー M-88（ロシア語：Туманский М-88、ラテン文字表記の例：Tumansky M-88 ）は、第二次世界大戦直前の1930年代にソビエト連邦のツマンスキー設計局で開発された航空機用の空冷星型14気筒レシプロエンジンである。

## 概要
M-88 は、信頼性に問題を抱えていた M-87 エンジンを改良したものである。変更点はクランクケース、クランクシャフト、コンロッド、二速式スーパーチャージャーなど多岐に渡った。排気量は M-87 と変わらなかったが、出力は 1000 - 1150 hp まで向上した。1937年に設計作業が始まり、1939年には試作機がポリカルポフ I-180 戦闘機に搭載されてテストを受けた。初期の M-88 は械的信頼性に難があったが、生産開始後も改良が続けられ、次第に信頼性の高いエンジンとなった。
M-88シリーズの総生産数は1万6087基に及んだ。様々なサブタイプが設計されたが、その中で最も多く生産されたのがM-88Bと呼ばれる型式で、1万585基がザポロジエとオムスクで製造された。この型式ではクランクシャフト内にオイル噴射装置を追加し、冷却系や駆動コンポーネントを改良した結果、M-87や初期のM-88が抱えていた欠陥を改善することに成功した。

## 諸元

### M-88B
- タイプ：空冷星型複列14気筒
- ボア×ストローク：φ146mm × 165mm
- 排気量：38.72 L
- 乾燥重量：684 kg
- 圧縮比：6.1
- 過給機：機械式遠心過給機1段2速
- 出力：1100 hp
- 比出力：28.4 hp/L
- 出力重量比：1.61 hp/kg

## 搭載機
- ソビエト連邦
  - スホーイ Su-2
  - イリューシン Il-4